# Монтерия
Монтерѝя (на испански: Montería) е град в Колумбия. Разположен е в северната част на страната в долината на река Сину. Главен административен център на департамент Кордоба. Основан е на 1 май 1777 г. Отглеждане на едър рогат добитък и коне, циментова промишленост. Производство на хинин. Добив на нефт и злато. Има университет от 1966 г. Население 260 208 жители от преброяването през 2002 г.